# 韋爾根湖
52°15′51″N 14°17′24″E / 52.264037°N 14.290018°E

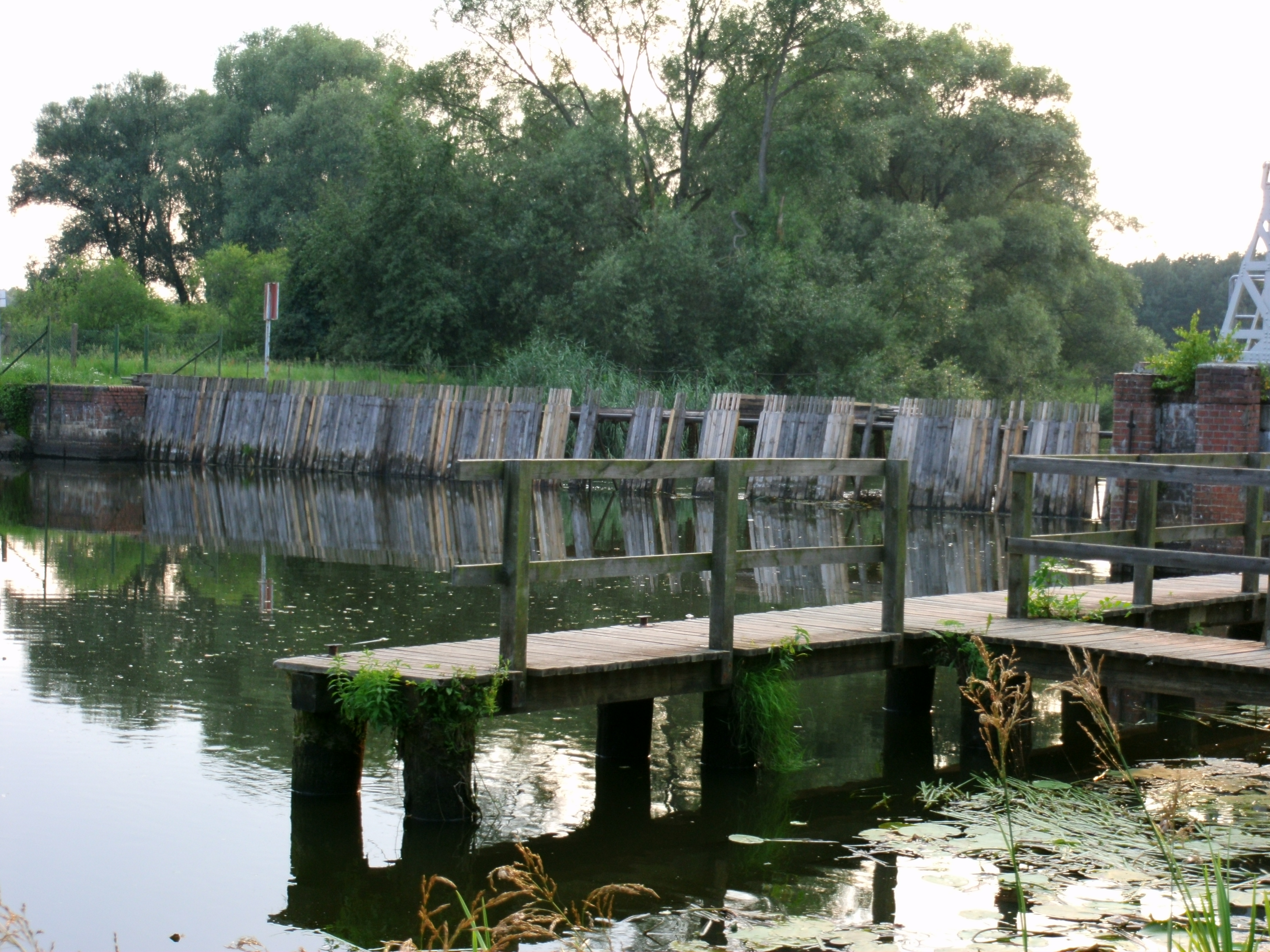

韋爾根湖（德語：Wergensee），是德國的湖泊，位於該國西南部，由勃蘭登堡州負責管轄，處於奧得-施普雷縣，長0.5公里、寬0.4公里，平均水深2.5米，最大水深5米。